# Thoralf Peters
Thoralf Peters (født 13. januar 1968 i Güstrow, DDR) er en tysk tidligere roer.
Peters var østtysk mester i firer med styrmand i 1989 og toer med styrmand i 1990. Efter den tyske genforening blev han tysk mester i toer med styrmand i 1991.
Peters deltog ved OL 1992 i Barcelona som en del af den fællestyske firer med styrmand, hvor denne disciplin for sidste gang var på det olympiske program. Den tyske besætning bestod ud over Peters af Uwe Kellner, Ralf Brudel, Karsten Finger og styrmand Hendrik Reiher, og de kvalificerede sig til finalen som vindere af deres indledende heat. I finalen kunne de dog ikke følge med den rumænske båd, der satte olympisk rekord, men med en tid knap et sekund langsommere sikrede tyskerne sig dog sølvet næsten tre sekunder foran polakkerne, der fik bronze.

## OL-medaljer
- 1992:  Sølv i firer med styrmand